# Freddie Williams
Freddie Williams, właśc. Frederick Owen Williams (ur. 12 marca 1926 w Port Talbot, zm. 20 stycznia 2013 w Swindon) – brytyjski żużlowiec pochodzenia walijskiego.

## Życiorys

### Kariera sportowa
Dwukrotny indywidualny mistrz świata na żużlu. Był pięciokrotnym finalistą mistrzostw świata. Jest jak dotąd jedynym Walijczykiem, który sięgnął po miano najlepszego żużlowca globu.

### Życie prywatne
Brat Erika Williamsa i Iana Williamsa, również żużlowców.

## Przynależność klubowa
Wielka Brytania
- Wembley Lions (1947–1956)

## Osiągnięcia
Indywidualne mistrzostwa świata
- 1950:  Londyn – 1. miejsce – 14 pkt → wyniki
- 1951:  Londyn – 9. miejsce – 7 pkt → wyniki
- 1952:  Londyn – 2. miejsce – 13 pkt → wyniki
- 1953:  Londyn – 1. miejsce – 14 pkt → wyniki